# Kašpar II. z Nostic
Kašpar II. z Nostic (německy Kaspar II. von Nostitz, 1500, Lampersdorf (Záborov) - 22. března 1588, Královec) byl český šlechtic z lužického rodu Nosticů, zastával úřad komorního rady u dvora braniborského vévody Albrechta.

## Život

### Původ a rodina
Kašpar z Nostic pocházel z lužického šlechtického rodu Nosticů s majetky v Horní Lužici a ve Slezsku.

### Kariéra
Nostic absolvoval školu ve Zlatoryji a poté studoval v Krakově, ve Vídni a Wittenbergu především práva. Po dokončení studií vstoupil do služeb nového pruského vévody. V letech 1534-1577 byl soudním exekutorem v Královci. Jako nejvyšší purkrabí patřil v roce 1566 k vrcholným představitelům vévodství, nejvyšší rady, ale od roku 1567 jej vévodkyně jmenovala také zástupcem nepřítomného dvorského maršálka a hofmistrem. Po neshodách s vévodou Albrechtem Fridrichem v roce 1578 odstoupil ze svého hlavního úřadu.
Nostic byl zastáncem a propagátorem reformace. Byl ženatý a vlastnil přibližně 300 lánů pozemků v Pruském vévodství.

## Dílo
- Kaspars von Nostitz Haushaltungsbuch des Fürstenthums Preussen 1578. Ein Quellenbeitrag zur politischen und Wirthschaftsgeschichte Altpreussens. Duncker &amp; Humblot, Leipzig 1893 IA = Google Books